# Frida Sørensen
Frida Vang Sørensen (født 9. oktober 2001) er en kvindelig dansk fodboldspiller, der spiller angriber for Fortuna Hjørring i Gjensidige Kvindeligaen.